# Каджана
«Каджана» (груз. «ქაჯანა») — радянський художній фільм знятий на Тбіліській кіностудії в 1941 році. Фільм знятий за однойменним романом Ніко Ломоурі.

## Сюжет
Дія відбувається в Грузії в XIX столітті. Місцевий князь вирішує привласнити землю бідняка Кіколи. Для того, щоб переконати Кіколу, князь просить місцеву ворожку Бабале сказати дружині Кіколи, що якщо той не віддасть землю, трапиться нещастя з їхніми дітьми — Каджаною і Като. Передбачення несподівано збувається. Като вбралася чортеням на день Івана Купали і так налякала брата Каджани, що той втратив дар мови. Кікола з дружиною везуть Каджану у віддалене село, де знаходиться чудотворна ікона, яка, як вони сподіваються, допоможе вилікувати їх сина.

## У ролях
- Нато Вачнадзе — Марта
- Віра Анджапарідзе — гадалка Бабале
- Спартак Багашвілі — Дядько Вано
- Лейла Абашидзе — Като
- Тенгіз Аміранашвілі — Каджана
- Андро Кавсадзе — Нініка
- А. Таборідзе — Жасаулі
- Сандро Канделакі — Закро
- Олександр Алазніспірелі — Кікола
- Володимир Гвішиані — епізод
- Петр Морськой — епізод
- Іраклій Ніжарадзе — текст від автора
- Читолія Чхеїдзе — сестра Вано
- Тамара Датуашвілі — епізод
- Давид Дзігуа — старий
- Георгій Мчедлішвілі — Гіоргі
- Вахтанг Нінуа — епізод
- Заал Терішвілі — священник
- Алеандра Хоперія — епізод

## Знімальна група
- Режисер — Костянтин Піпінашвілі
- Сценаристи — Карло Гогодзе, Ніко Ломоурі, Костянтин Піпінашвілі
- Оператор — Фелікс Висоцький
- Композитор — Олексій Мачаваріані